# غوردون تشيونغ
غوردون تشيونغ (بالإنجليزية: Gordon Cheung)‏ هو فنان تنصيبي ورسام بريطاني، ولد في 1975.